# Jurassic World: il gioco
Jurassic World: il gioco è un videogioco di simulazione di tipo free-to-play sviluppato e pubblicato da Ludia per i sistemi operativi mobili iOS e Android nel 2015, basato sul film Jurassic World. Si tratta del sequel del precedente gioco di Ludia, Jurassic Park Builder (2012) ed ha una modalità di gioco simile.

## Sviluppo e rilascio
Jurassic World: il gioco (in inglese: Jurassic World: The Game) fu pubblicizzato dalla Universal Pictures nell'ottobre 2014, come parte della strategia promozionale per il film Jurassic World , uscito nel 2015. Ludia pubblicò il gioco per iOS nell'aprile 2015 in concomitanza con l'uscita del film nelle sale cinematografiche. Successivamente, venne rilasciato anche per Android nel maggio 2015.

## Creature
- Acantostega
- Acrocantosauro
- Aerotitano
- Alanqa (+ Majungasauro per creare Alangasauro)
- Albertosauro (+ Deinonico per creare Scorpios Rex)
- Allosauro (+ Bananogmius per creare Allogmius)
- Amargasauro
- Ammonite
- Anchilosauro (+ Diplodoco per creare Anchilodoco)
- Andrewsarco (+ Deinoterio per creare Andrewtherio)
- Anficione (+ Archeoterio per creare Archeoficione)
- Antarctopelta
- Apatosauro
- Arambourgiania (+ Cryolofosauro per creare Cryolobougiania)
- Archelone (+ Megalodonte per creare Megarchelone)
- Archeoterio (+ Anficione per creare Archeoficione)
- Arctodus
- Argentinosauro (+ Labirintodonte per creare Labirintosauro)
- Atzegotterige (+ Pelecanimimo per creare Pelecanipteryx)
- Baculites
- Bageherpeton (+ Edafosauro per creare Bagehersauro)
- Bananogmius (+ Allosauro per creare Allogmius)
- Baryonyx
- Blue
- Beta (figlia di Blue che appare solo nel film Jurassic World - Il dominio)
- Bonitasaura (+ Parasaurolofo per creare Parasaura)
- Brontoterio
- Caprosuco (+ Gorgosauro per creare Gorgosuco)
- Carbonemys
- Carnotauro (+ Pyroraptor per creare Carnoraptor)
- Ceratosauro (+ Therizinosauro per creare Cerazinosauro)
- Cervalces
- Coloborinco (+ Limnoscelide per creare Limnorinco)
- Compsognathus (la prima creatura con branco nel gioco)
- Concavenator
- Coritosauro
- Cronosauro
- Cryolofosauro (+ Arambourgiania per creare Cryolobougiania)
- Dakosauro (+ Phesmoderma per creare Dakoderma)
- Darwinopterus
- Dedicuro (+ Megistoterio per creare Megistocuro)
- Deinocheiro
- Deinonico (+ Albertosauro per creare Scorpios Rex)
- Deinoterio (+ Andrewsarco  per creare Andrewtherio)
- Dilofosauro (+ Erlikosauro per creare Erlifosauro)
- Dilofosauro Gen 2 (+ Titanoboa per creare Dilofoboa e + Tirannosauro Gen 2 per creare Tirannolofosauro)
- Dimetrodonte (+ Prionosuco per creare Prionodonte)
- Dimorfodonte (+ Metriacantosauro per creare Metriafodonte)
- Diplocaulo (+ Irritator per creare Diplotator)
- Diploceraspis (+ Oftalmosauro per creare Ophtacerapsis)
- Diplodoco (+ Anchilosauro per creare Anchilodoco)
- Diprotodonte (+ rinoceronte lanoso per creare Rinoprotodonte)
- Dodo
- Dolichorhynchops (+ Gillicus per creare Gillirinchops)
- Dracorex (+ Triceratopo Gen 2 per creare Dracoceratopo)
- Dreadnoughtus
- Dsungariptero (+ Sucomimo per creare Sucoriptero)
- Dunkleosteus (+ Mosasauro per creare Dunkleosauro)
- Edafosauro (+ Bageherpeton per creare Bagehesauro)
- Edesto
- Einiosauro
- Elasmosauro (+ Geosauro per creare Geolamosauro)
- Elasmoterio (+ Mammut per creare Mammuterio)
- Elicoprione (+ Hyneria per creare Hynecoprion)
- Enodo
- Entelodonte (+ Fororaco per creare Enteloraco)
- Eolambia
- Eremoterio
- Erlikosauro (+ Dilofosauro per creare Erlifosauro)
- Eryops
- Eucladocero
- Eudimorfodonte
- Euoplocefalo (+ Giganotosauro per creare Giganocefalo)
- Fororaco (+ Entelodonte per creare Enteloraco)
- Gallimimo (+ Ofiacodonte per creare Ofiacomimo)
- Gastornis
- Geosauro (+ Elasmosauro per creare Geolamosauro)
- Ghost
- Giganotosauro (+ Euplocefalo per creare Giganocefalo)
- Giganotosauro Gen 2 (il quale è basato su quello film Jurassic World - Il dominio)
- Gigantophis
- Gillicus (+ Dolichorhynchops per creare Gillirinchops)
- Gliptodonte (+ Litronace per creare Glitronace)
- Griposuco (+ Iguanodonte per creare Iguanosuco)
- Gorgosauro (+ Caprosuco per creare Gorgosuco)
- Guanlong (+ Metriorinco per creare Metrianlong)
- Hainosauro
- Hauffiosauro
- Hyneria (+ Elicoprione per creare Hyecoprion)
- Ienodonte
- Iguanodonte (+ Griposuco per creare Iguanosuco)
- Indricoterio (+ Megaloceros per creare Indricocero)
- Indominus (+ Velociraptor per creare Indoraptor)
- Indominus Gen 2 (+Velociraptor per creare Indoraptor Gen 2)
- Irritator (+ Diplocaulo per creare Diplocaulo)
- Ittiostega (+ Rajasauro per creare Rajastega)
- Kaiwhekea
- Kelenken
- Kentrosauro
- Koolasuco  (+ Sarcosuco per creare Koolasauro)
- Labirintodonte (+ Argentinosauro per creare Labirintodonte)
- Leedsichthys (+ Liopleurodonte per creare Liosichtodonte)
- Leone marsupiale
- Leptocleido (+ Protostega per creare Leptostega)
- Limnoscelide (+ Coloborinco per creare Limnorinco)
- Liopleurodonte (+ Leedsichthys per creare Liosichtodonte)
- Litronace (+ Gliptodonte per creare Glitronace)
- Majungasauro (+ Alanqa per creare Alangasauro)
- Mammut (+ Elasmoterio per creare Mammuterio)
- Mastodonte
- Mastodontosauro
- Mauisauro
- Megaloceros (+ Indrocoterio per creare Indricocero)
- Megalodonte (+ Archelone per creare Megarchelone)
- Megalosauro (+ Pachirinosauro per creare Pachigalosauro)
- Megaterio
- Megistoterio (+ Dedicuro per creare Megistocuro)
- Meiolania
- Metoposauro
- Metriacantosauro (+ Dimorfodonte per creare Metriafodonte)
- Metriorinco (+ Guanlong per creare Metrianlong)
- Microposauro (+ Ostafrikasauro per creare Ostaposauro)
- Milodonte
- Monolofosauro (+ Tapejara per creare Tapejalosauro)
- Mosasauro (+ Dunkleosteus per creare Dunkleosauro)
- Mosasauro Gen 2 (+ Nodosauro per creare Armormata)
- Nasutoceratopo (+ Pachicefalosauro per creare Pachiceratopo)
- Nodosauro (+ Mosasauro Gen 2 per creare Armormata)
- Nundasuco (+ Tuojiangosauro per creare Nundangosauro)
- Ofiacodonte (+ Gallimimo per creare Ofiacomimo)
- Oftalmosauro (+ Diplocerapsis per creare Ophtacerapsis)
- Onchopristis
- Orthacanthus
- Ortocone gigante
- Ostafrikasauro (+ Microposauro per creare Ostaposauro)
- Oviraptor
- Pachicefalosauro (+ Nasutoceratopo per creare Pachiceratopo)
- Pachirinosauro (+ Megalosauro per creare Pachigalosauro)
- Panochthus
- Panthera
- Parasaurolofo (+ Bonitasaura per creare Parasaura)
- Parasaurolofo Gen 2 (+ Spinosauro Gen 2 per creare Cromaspino) (ed è basato sul modello apparso in Jurassic World - Nuove avventure)
- Pelecanimimo (+ Atzegotterige per creare Pelecanipteryx)
- Plesiosauro
- Plesiosuco
- Pliosauro
- Plotosauro
- Postosuco (+ Segnosauro per creare Segnosuco)
- Prestosuco
- Prionosuco (+ Dimetrodonte per creare Prionodonte)
- Proceratosauro
- Procoptodonte
- Prognatodonte (+ Xiphactynus per creare Xinatodonte)
- Proterogyrinus
- Protostega (+ Leptocleido per creare Leptostega)
- Psephoderma (+ Dakosauro per creare Dakoderma)
- Pteranodonte (+ Zalmoxes per creare Zalmonodonte)
- Pteranodonte Gen 2 (+ Quetzalcoatlo per creare Pteraquetzal)
- Pterodattilo
- Pterodaustro
- Pyroraptor (+ Carnotauro per creare Carnoraptor)
- Quetzalcoatlo (+ Pteranodonte Gen 2 per creare Pteraquetzal)
- Rajasauro (+ Ittiostega per creare Rajastega)
- Ranforinco (+ Unaysauro per creare Unayrinco)
- Rexy (il T-rex del primo film e introdotta nel nuovo aggiornamento dedicato al 30º Anniversario della saga)
- Rhizodus
- Rinoceronte Lanoso (+ Diprotodonte per creare Rinoprotodonte)
- Romaleosauro
- Sarcastodonte
- Sarcosuco (+ Koolasuco per creare Koolasauro)
- Scafognato (+ Secodontosauro per creare Secodontognato)
- Secodontosauro (+ Scafognato per creare Secodontognato)
- Segnosauro (+ Postosuco per creare Segnosuco)
- Shunosauro
- Sinoceratops (+ Spinosauro Gen 2 per creare spinoceratops)
- Sinosauropteryx
- Sintetocerato (+ Smilodonte per creare Smithetocerato)
- Smilodonte (+ Sintethocerato per creare Smithetocerato)
- Spinosauro (+ Utharaptor per creare Spinoraptor)
- Spinosauro Gen 2 (+ Parasaurolofo Gen 2 per creare Chromaspino e + Sinoceratopo per creare spinoceratops)
- Stegosauro (+ Triceratopo per creare Stegoceratopo)
- Stegoceratops (+ Monofolosauro per creare Monostegotopo)
- Stygimoloch
- Styxosauro
- Sucodo
- Sucomimo (+ Dsugnariptero per creare Sucoriptero)
- Supersauro (+ Tirannotitano per creare Suprannotitano)
- Tanicolagreo
- Tapejara (+ Monofolosauro pe rcreare Tapejalosauro)
- Therizinosauro (+ Ceratosauro per creare Cerazinosauro)
- Therizinosaurus Gen 2 (anch'esso basato su quello apparso nel film)
- Tilacosmilo
- Tilosauro
- Tirannosauro (+ Velociraptor per creare Indominus)
- Tirannosauro Gen 2 (+ Velociraptor Gen 2 per creare Indominus Gen 2 e + Dilofosauro Gen 2 per creare Tirannolofosauro)
- Tirannotitano (+ Supersauro per creare Suprannotitano)
- Titanoboa (+ Dilofosauro Gen 2 per creare Dilofoboa)
- Triceratopo (+ Stegosauro per creare Stegoceratopo)
- Triceratopo Gen 2 (+ Dracorex per creare Dracoceratopo)
- Trinacromero
- Troodonte (+ Yutyiranno per creare Yudonte)
- Tropeognato (+ Zhejiangoptero per creare Tropegotero)
- Toro (il Carnotauro che compare nella serie animata Jurassic World nuove avventure)
- Tuojiangosauro (+ Nundansuco per creare Nundangosauro)
- Tupuxuara
- Tusoteuthis
- Uintaterio
- Umoonasauro
- Unaysauro (+ Ranfoninco per creare Unayrinco)
- Urtinoterio
- Utahraptor (+ Spinosauro per creare Spinoraptor)
- Velociraptor (+ Tirannosauro per creare Indominus)
- Velociraptor Gen 2 (+ Tirannosauro Gen 2 per creare Indominus Gen 2)
- Wuerhosauro
- Xiphactinus (+ Prognatodonte per creare Xinatodonte)
- Yutyrannus (+ Troodonte per creare Yudonte)
- Zalmoxes (+ Pteranodonte per creare Zalmonodonte)
- Zhejiangoptero (+ Tropegnato per creare Tropegoptero)